# John Spencer (snookerspeler)

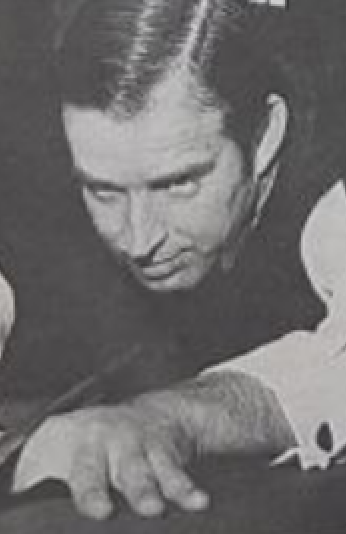
John Spencer in 1971

John Spencer (Radcliffe, 18 juni 1935 - Bolton, 11 juli 2006) was een Engels professioneel snookerspeler en driemaal wereldkampioen snooker: in 1969, 1971 en 1977. Spencer was de eerste speler die met een keu speelde die uit twee delen bestond.
Spencer domineerde samen met zesvoudig wereldkampioen Ray Reardon de snookerwereld in de jaren 70. Bij zijn eerste deelname aan het wereldkampioenschap, in 1969, behaalde hij meteen de titel, en twee jaar later, in 1971, won hij eveneens. Bij de eerste titelstrijd die in het Crucible Theatre in Sheffield werd gehouden, in 1977, zegevierde hij nogmaals. Spencer was de eerste speler die een officieel geregistreerde break van 147, de maximumbreak, behaalde. Tijdens het seizoen 1977/1978 bekleedde Spencer de tweede plaats op de wereldranglijst, achter voornoemde Ray Reardon.
Nadat hij in 1991 was gestopt met professioneel snooker was Spencer onder meer snookercommentator bij de BBC en tevens voorzitter van de World Professional Billiards and Snooker Association (WPBSA).
John Spencer overleed als gevolg van maagkanker. Hij was toen net 71 jaar oud geworden.
Joe Davis · Walter Donaldson · Fred Davis · Horace Lindrum · John Pulman · John Spencer · Ray Reardon · Alex Higgins · Terry Griffiths · Cliff Thorburn · Steve Davis · Dennis Taylor · Joe Johnson · Stephen Hendry · John Parrott · Ken Doherty · John Higgins · Mark Williams · Ronnie O'Sullivan · Peter Ebdon · Shaun Murphy · Graeme Dott · Neil Robertson · Mark Selby · Stuart Bingham · Judd Trump · Luca Brecel · Kyren Wilson